# Крамарчук, Дмитрий Васильевич
Дмитрий Васильевич Крамарчук (1898 — 2 декабря 1945) — генерал-майор ВС СССР, начальник Саратовского военного училища НКВД СССР в 1936—1939 годах и Высшей школы войск НКВД СССР в 1939—1942 годах. Заместитель командующего Московским военным округом в годы Великой Отечественной войны.

## Биография
Уроженец села Фаевка (нынешний Новгород-Северский район, Черниговская область). Украинец. В РККА с мая 1919 года, член ВКП(б) с 1926 года. Во время гражданской войны в России участвовал в боях против войск Деникина. В 1936—1939 годах возглавлял Саратовское военное училище НКВД СССР.
С мая 1939 года возглавлял Высшую школу войск НКВД СССР. Комбриг (25 мая 1939 года). Генерал-майор (4 мая 1940 года). С июня по декабрь 1941 года был начальником оперативной группы по борьбе с парашютными десантами и диверсантами противника в прифронтовой полосе при УНКВД по Москве и Московской области (с 25 августа 1941 года группа была преобразована в 4-й отдел УНКВД по Москве и Московской области).
Во время обороны Москвы был назначен на должность начальника оборонительного рубежа 15 октября 1941 года, с того же месяца командовал Западной группой войск Московской зоны обороны. Занимал пост коменданта 157-го Московского укреплённого района с 16 декабря 1941 по 25 июля 1944 года. В августе 1944 года назначен начальником отдела военно-учебных заведений Московского военного округа. С марта 1945 года был временно исполняющим должность заместителя командующего войсками по военно-учебным заведениям при штабе Московского военного округа.
Умер 2 декабря 1945 года в результате тяжелого ранения, полученного в автокатастрофе. Похоронен на Новодевичьем кладбище (4-й участок).

## Награды
- Орден Красной Звезды (дважды)[1][2]
  - 14 февраля 1941 — в ознаменование XX годовщины пограничных войск НКВД СССР, отмечая самоотверженность и мужество в охране границ Социалистической Родины, а также достижения в деле боевой и политической подготовки войск[9]
  - 26 апреля 1942[1][2][c]
- Орден Красного Знамени (3 ноября 1944) — за долголетнюю и безупречную службу в Красной Армии[11][12]
- Орден Ленина (21 февраля 1945) — за долголетнюю и безупречную службу в Красной Армии[13][14]
- Медаль «XX лет Рабоче-Крестьянской Красной Армии»[2] (22 февраля 1938)[15]
- Медаль «За оборону Москвы» (1 мая 1944)[1]
- Медаль «За победу над Германией в Великой Отечественной войне 1941-1945 гг.» (9 мая 1945)[1][d]

## Комментарии
1. ↑  В литературе называлась также штабом штабом истребительных батальонов УНКВД; отвечала за руководство истребительными батальонами, партизанскими отрядами и диверсионными группами
2. ↑  По другим данным — с января 1942 года[4]
3. ↑  Ошибочно числится с датой 22 января 1942 года[10]
4. ↑  Представлен к награде 16 июня 1945[8], акт о вручении от 23 июня 1945 года[16][17]